# あずまよしお
あずま よしお（11月4日 - ）は、日本の漫画家。福岡県出身。男性。身長178cm。血液型はA型。

## 人物
大学卒業後上京し、八神ひろきのアシスタントとなる。その活動中に『月刊少年マガジン』（講談社）に投稿した読み切り作品「嘘じゃないもん」が第27回チャレンジ大賞奨励賞を受賞。続く投稿作「ピュア」は佳作を受賞。そして同誌への投稿作3作目となる「蒼い空の下で」が「ぼ・ん・ど 〜桜井家の人々〜」として連載化され、9年にも及ぶ長期連載となった。『ゲッサン』（小学館）2010年4月号より2015まで「ぼくらのカプトン」が連載された。

## 作品リスト

### 連載
- ぼ・ん・ど（月刊少年マガジン1998年10月号 - 2007年10月号、講談社）
- ぼくらのカプトン（ゲッサン2010年4月号 - 2015年9月号、小学館）

### 読切
- サバンナ大帝（月刊少年マガジン2008年3月号、講談社）

### イラスト
- ウソがきらいな王様（著：水野直浩、こどもノベル・プロジェクト、2020年、主婦の友インフォス）[1]

## 師匠
- 八神ひろき